# Кміти гербу Шренява
Кміти гербу Шренява (пол. Kmitowie) — польський шляхетський рід.
Вперше Кміти згадуються в першій половині 19 століття. У XIV столітті ця родина успадкувала замок у Вішнічі. Потім сім'я Кміта отримала землю в передгір'ї Перемишля та в горах Бещади наприкінці XIV століття. Представники роду посідали впливові посади в Королівстві Ягеллонів, зокрема, на галицьких землях Королівства.
Вони обрали своїм замком Собєнь, а після його знищення угорською армією князя Ракоці переїхали до Леско (замок Собєнь врешті-решт впав у розорення після падіння Барської конфедерації). Сім'я Кмітів, заснувавши нові села, просунулася по Сану та його притоках. Вже на початку XV століття їм належали, серед іншого, Соліна та Райське, в середині XV століття існували Творільне та Ступосяни, Загорце, Яворник Польський, а наприкінці 16 століття вони мали близько 60 сіл у Бещадах, включаючи Ветліну, Берегув-Гурне, Устшики-Горне та Сянек.
Основна лінія родини вимерла в 16 столітті. 

Герб Шренява

## Представники
- Ян[1] (Ясек[2]) з Вишнича і Дам'яниць (?—після 1364), з дружиною Катажиною[3] мав двох синів, старшим з яких був Ян (Ясько), руський і краківський староста:[1]
  - Ян (Ясько) Кміта (бл.1330[4]—1376) — руський і краківський староста; дружина — Ганка (пол. Hanka);
    - Пйотр (?—1409) — краківський, сандомирський воєвода;
      - Зофія Кмітова (Жешувська) (1430—1448) — дружина Пйотра Лунака Кміти
      - Пйотр Лунак Кміта (?—1430) — сандомирський підчаший,[5] дружина — Катажина (Зофія) Жешовська:
        - Ясек на прізвисько «Темпи» (помер до 1434), дружина — Барбара Вонтробчанка Стшелецька, дочка сандомирського каштеляна;
        - Малгожата, дружина познанського підстлія Яна Голяна з Обіхова, Пшедпелка Мосьциця з Великого Козміна.

      - Клеменс Кміта; (1421) Шренява, герб Сміграда, сяноцький староста
      - Миколай з Вісьніча, Собєня, Дубецька[pl] (пом. 1447) — перемиський каштелян у 1433—1447; двічі одружувався; перша дружина; невідома, друга — краківська каштелянка Малгожата з Міхалува;
        - Миколай з Дубецька, син першої дружини батька; дружина Малгожата, мали трьох синів (розлучилися 1441 року, зять Міхала «Мужила» Бучацького[6]):
          - Станіслав;
          - Миколай, помер замолоду;
          - Ян Кміта (пом. 1450) — провінціал чесько-польської францисканської провінції
          - Ян, дружина — Катажина Гербурт (після його смерті вийшла заміж за Анджея Фредра).[7]

        - Ян Носек із Собеня (?—1458/1460) — середній син перемиського каштеляна, дідич Собеня, каштелян перемиський, львівський, дружина — Марта, мали 5 синів:[8]
        - Добеслав Кміта (помер у 1478 р.) — наймолодший син перемиського каштеляна, дідич Вісьнича, воєвода люблінський і сандомирський.[8], раніше Люблін — брат Яна (помер у 1458/60 р.), Каштелян
          - Ян;
          - Пйотр (1442[джерело?]—1505) — маршалок великий коронний, студент Краківського університету;
          - Миколай, студент Краківського університету;[9]
          - Станіслав — військовик, урядник, магнат, дружина — донька краківського воєводи Яна Амора «Юніора» Тарновського Катажина (шлюб близько 1489 року):[10]
            - Станіслав, брав участь у битвах під Вишнівцем 1512 та Оршею 1515, покінчив життя самогубством;[11]
            - Пйотр (1477—1553) — молодший син батька, маршалок великий коронний, краківський воєвода,[12][13] найвідоміший з роду[14]. Дружина — Барбара Гербурт.

          - Анджей Кміта (помер у 1494 р.) Лат. Андреас Кміта де Вішніце, брат Пйотра Капітаней Сцепусієнсіс та Станіслава, 1487, — староста Белза та Бецьких, королівський придворний, син Яна Кміти (помер 1458/60), каштелян
          - Станіслав Кміта (близько 1450—1511) — воєвода, воєвода Рутенії, каштелян Санока, брат Анджея
          - Пйотр Кміта (1442—1505) — краківський воєвода, коронний маршал, старший син Яна(помер 1458/60) каштелян, брат Анджея та Станіслава
            - Пйотр (?–1515) — сяноцький староста, син Анджея.

    - Миколай, 1418 року продав село Березка.[3]
- Малгожата.[2]
- Пйотр Кміта Собєнський (1477—1553) — краківський воєвода, великий маршал корони, Спіш староста (1522—1553)
- Барбара Кміта (померла в 1580 р.) — дружина Пйотра Кміти
- Валентин Кміта — Valentino Kmitha de Wolia, burgrabio arcis Cracoviensis, heredi in Sadowie et Bethkowicze (1574)
- Ян Кміта (1517—1588) — краківський письменник землі, посланник
- Ян Ачаці Кміта (помер близько 1628 р.) — поет, ймовірно, міщанин, що видає себе за сім'ю Кмітів Шренява

- Ян — писар земський краківський, приятель Менжика Станіслава.[15]
- Ян — провінціял отців францисканців провінції чесько-польської.
- Ян — посол сеймовий.
- Ян — друкар.
- Ян — лікар.
- Ян Ахацій[en] — поет.